# Dusty Jonas
Dustin « Dusty » Jonas (né le 19 avril 1986 à Floresville) est un athlète américain, spécialiste du saut en hauteur.

## Carrière
Dusty Jonas a remporté les Championnats NCAA en 2008, et a participé aux Jeux olympiques de Pékin, où il est éliminé en qualifications (2,20 m).
Il prend la médaille de bronze aux Championnats du monde d'athlétisme en salle 2010 à Doha, en franchissant 2,31 m. Il devancé par les Russes Ivan Ukhov et Yaroslav Rybakov.
En 2011, Dusty Jonas se classe deuxième des Championnats des États-Unis avec 2,31 m, derrière Jesse Williams
Sa meilleure performance est de 2,36 m, en mai 2008 à Boulder.

## Palmarès
| Date | Compétition                    | Lieu   | Résultat | Marque |
| ---- | ------------------------------ | ------ | -------- | ------ |
| 2008 | Jeux olympiques                | Pékin  | qual.    | 2,20 m |
| 2010 | Championnats du monde en salle | Doha   | 3e       | 2,31 m |
| 2011 | Championnats du monde          | Daegu  | qual.    | 2,16 m |
| 2013 | Championnats du monde          | Moscou | qual.    | 2,26 m |
| 2014 | Championnats du monde en salle | Sopot  | qual.    | 2,21 m |